# Выборы в Сенат США в Делавэре (1966)
Выборы в Сенат США в Делавэре 1966 года состоялись 8 ноября 1966 года. По итогу выборов действующий сенатор США от Республиканской партии Джеймс Боггс был переизбран на второй срок, победив своего соперника от Демократической партии Джеймса Таннелла-младшего. По состоянию на 2021 год это был последний раз, когда республиканцы выиграли место 2 класса в Сенате от Делавэра.

## Выборы

### Кандидаты
- Джеймс Боггс, действующий сенатор от штата Делавэр.
- Джеймс М. Таннелл-младший, бывший судья Верховного суда Делавэра и сын бывшего сенатора Джеймса Таннелла-старшего.

### Результаты
| Кандидат               | Партия                 | Избиратели | Избиратели |
| Кандидат               | Партия                 | Количество | %          |
| ---------------------- | ---------------------- | ---------- | ---------- |
| Джеймс Боггс           | Республиканская партия | 97 268     | 59,12      |
| Джеймс Таннелл-младший | Демократическая партия | 67 263     | 40,88      |
| Всего                  | Всего                  | 164 531    | 100        |

| Округ    | Джеймс Боггс | Джеймс Боггс | Джеймс Таннелл-младший | Джеймс Таннелл-младший | Кол-во голосов |
| Округ    | #            | %            | #                      | %                      | #              |
| -------- | ------------ | ------------ | ---------------------- | ---------------------- | -------------- |
| Кент     | 10 812       | 55,99        | 8 497                  | 44,04                  | 19 309         |
| Нью-Касл | 71 815       | 61,14        | 45 650                 | 38,86                  | 117 465        |
| Сассекс  | 14 641       | 52,71        | 13 134                 | 47,29                  | 27 775         |
| Итоги    | 97 268       | 59,12        | 67 263                 | 40,88                  | 164 531        |